# Cherie Pridham
Cherie Pridham (* 22. Mai 1971) ist eine britische Sportliche Leiterin im Straßenradsport und ehemalige Radrennfahrerin. Sie wurde zur Saison 2021 als erste Frau Sportliche Leiterin eines UCI WorldTeams der Männer.

## Laufbahn
Cherie Pridham wurde in Großbritannien geboren und wuchs in Südafrika auf, wo sie mit dem Radsport begann. Von 1992 bis 2006 fuhr sie Radrennen und startete acht Mal beim Grande Boucle Féminine und zwei Mal beim Giro d’Italia Femminile. 2006 hatte sie einen Trainingsunfall und musste den aktiven Radsport aufgeben.
Anschließend war Cherie Pridham 2006 zunächst Managerin des Junior-Teams Merlin Development Squad und ab 2011 des UCI Continental Team Teams Raleigh. 2014 gründete sie ihr eigenes Unternehmen Cherie Pridham Racing und leitete bis 2020 das Continental Team Vitus Pro Cycling. Ende des Jahres 2020 wurde das Team aufgelöst. Auch managte Pridham drei erfolgreiche Bahnradfahrer.
Im Dezember 2020 gab Team Israel Start-Up Nation bekannt, dass Pridham ab 2021 neue Sportliche Leiterin des Teams sein werde, bei dem der viermalige Tour-de-France-Sieger Chris Froome unter Vertrag steht. Sie ist damit die erste Frau, die im Radsport ein Männerteam auf WorldTour-Niveau führt. Pridham betonte, dass sie als Frau keine Sonderbehandlung erwarte oder wolle: „Meine Rolle ist die des Sportlichen Leiters, nicht des weiblichen Sportlichen Leiters“, sagte sie. „Ich werde genau dieselben Probleme haben, wie meine Kollegen – ich werde dieselben Fehler machen und auch dieselben Erfolge haben.“